# 新华社河内分社
新华社河内分社，是新华社驻越南河内的新闻派出机构。

## 历史
1953年9月越南抗法独立战争胜利在望之际，新华社北京分社副社长杜展潮，记者萧光（吴学昭），电台人员朱本景、郑立、李俊江、史玉刚，机要译电员董升光，奉命前往越南。在越南有关领导和同志的帮助支持下，在越南北部太原省大慈县山区越南劳动党中央所在地的亚热带丛林里建立了新华社越南分社，杜展潮任社长。经两国政府商定，两国驻对方的通讯社分社可以自设一部新闻专用电台。
1954年春节后，总社派军事记者戴煌赴越南采访奠边府战役。1954年7月21日，日内瓦会议达成了关于恢复印度支那和平的《日内瓦会议最后宣言》，规定7月27日当地时间上午7时在越南北部停止敌对行动，戴煌赴第一线采访发回《本社记者报道越南北部停火情景》报道。1954年8月，总社派国际部副主任普金和沈定一增援越南分社，普金组织指挥执行日内瓦会议协议的报道，沈定一协助分社对越南、老挝、柬埔寨三国停战、撤军等问题进行综合报道和有关重大政治事件报道。10月9日，戴煌和越语翻译阮大跟随越南人民军第一波进入河内，目睹最后几个法国卫兵撤离河内的殖民地总督府，赶写《越南人民军进入河内市区》报道。1954年10月，新华社越南分社随越南党政军领导机构迁入河内，更名为新华社河内分社，原任社长杜展潮改为《人民日报》驻越南特派记者，崔佳山成为分社负责人。1955年崔佳山回国，沈定一任社长。